# Lejla Hot
Lejla Hot (cyr. Лејла Хот; ur. 9 kwietnia 1986 w Belgradzie) – serbska piosenkarka.

## Życiorys
Kształciła się w Akademii Sztuk w Belgradzie. W wieku szesnastu lat uczestniczyła w konkursach młodych talentów, m.in. 3K dur i Idol.
Była członkiem grupy „Lulu”, z którą występowała na festiwalu Beovizija 2005, przy czym później poświęciła się karierze solowej.
W 2007 r. została laureatką festiwalu Sunčane Skale.